# Selidosema fumosa
Selidosema fumosa là một loài bướm đêm trong họ Geometridae.